# آویک ایرکرفت
آویک ایرکرفت (انگلیسی: AVIC Aircraft) شرکت هوافضای چینی است، که در سال ۱۹۹۷ توسط شرکت صنعتی هواگردسازی شیان تأسیس شد و در زمینه ساخت انواع هواگرد فعالیت می‌کند. دفتر مرکزی و کارخانجات این شرکت در شهر شی‌آن، شاآنشی قرار دارد و بخشی از سهام آن در بازار بورس شنژن معامله می‌شود.